# The Whisperers: Private Life in Stalin's Russia
The Whisperers: Private Life in Stalin’s Russia — рассказ о частной жизни в СССР времен сталинизма. Книга была опубликована в 2007 году издательством Metropolitan Books и в виде аудиокниги в 2018 году компанией Audible Studios.

## Краткое содержание
Книга начинается с предыстории русской революции и заканчивается смертью Сталина. По словам Файджеса,

Во многих книгах описываются внешние проявления террора — аресты и суды, заключение и убийства в ГУЛАГе, — но «Шепчущиеся» первыми глубоко исследовали его влияние на личную и семейную жизнь. Как жили советские люди своей частной жизнью в годы правления Сталина? Что они на самом деле думали и чувствовали? Какая частная жизнь была возможна в тесных коммунальных квартирах, где проживало подавляющее большинство городского населения, где в комнате проживала целая семья, а зачастую и не одна, и каждый разговор можно было подслушать в соседней комнате? Что означала частная жизнь, когда государство затрагивало почти все ее аспекты посредством законодательства, наблюдения и идеологического контроля? 

Книга в основном посвящена жизни в СССР 1930-х годов. Автор стремится раскрыть, как люди жили своей частной жизнью, как жизнь в сталинской системе повлияла на мышление и память, как она повлияла на то, как люди общались с другими в повседневной жизни и как сталинизм изменил представления о себе и семье. Файджес обращается к моральной сфере семьи, исследуя, как семья и внутренняя жизнь формировались личными стратегиями и выбором, позволяющим выжить в трудных и зачастую ужасных обстоятельствах.
Книга основана на устных историях и архивных исследованиях. Вместе с командой российских исследователей из «Мемориала» Файджес собрал более 250 обширных интервью, а также письма, личные документы, мемуары, дневники, фотографии и предметы, «освещающие внутренний мир простых советских граждан, живущих под тиранией Сталина». 

## Отзывы
Академические журналы
- Epstein, Mikhail (2009). The Whisperers: Private Life in Stalin's Russia (review). Common Knowledge. 15 (3): 506–507. doi:10.1215/0961754x-2009-032. S2CID 143277132. Дата обращения: 15 января 2021.
- Legvold, Robert (2007). Review of The Whisperers: Private Life in Stalin's Russia. Foreign Affairs. 86 (6): 197. JSTOR 20032546. Дата обращения: 14 января 2021.
- Marsh, Nicholas (2009). Review of The Whisperers: Private Life in Stalin's Russia. Journal of Peace Research. 46 (3): 454–455. doi:10.1177/00223433090460030905. JSTOR 25654419. S2CID 110077525. Дата обращения: 14 января 2021.
- Perks, Rob (2008). Review of The Whisperers: Private Life in Stalin's Russia. Oral History. 36 (2). Oral History Society: 107–108. JSTOR 40179997. Дата обращения: 14 января 2021.
- Rees, Edward Arfon (2008). Review of The Whisperers: Private Life in Stalin's Russia. Europe-Asia Studies. 60 (7): 1265–1267. JSTOR 20451586. Дата обращения: 14 января 2021.
- Viola, Lynne (2008). Review of The Whisperers: Private Life in Stalin's Russia. Slavic Review. 67 (2): 440–443. doi:10.1017/S0037677900023640. JSTOR 27652854. S2CID 164335754. Дата обращения: 14 января 2021.

Популярные издания
- Rubenstein, Joshua (25 ноября 2007). Stalin's Children: Review of The Whisperers by Orlando Figes. The New York Times. Дата обращения: 14 января 2021.

Награды и признание
- New York Times Notable Book (2007)[4].

## Издания
- Hardcover: 2007 (First Edition), Metropolitan Books (Macmillian), 740pp. ISBN 978-0805074611.
- Paperback: 2008 (First Edition), Metropolitan Books (Macmillian), 748pp. ISBN 978-0141013510